# Bō
Il bō (棒: ぼう) è un bastone lungo circa 180 centimetri usato nel combattimento, solitamente costruito in legno o bambù. Il bō standard è talvolta chiamato rokushakubo (六尺棒). Il nome è composto dalle parole giapponesi roku (ossia "sei"), shaku (un'unità di misura giapponese corrispondente a circa un piede) e bō (cioè "bastone"). Quindi rokushakubō indica un'asta di legno lunga sei shaku (181.8 cm). Altri tipi di bō sono di diversi materiali, leggeri, pesanti, rigidi o flessibili, da un semplice pezzo di legno raccolto per strada ad armi ornamentali decorate artisticamente.

## Utilizzo
L'arte marziale dell'uso del bō è detta bōjutsu (棒術, arte del bastone). Il principio d'uso è l'aumento della forza del colpo tramite la leva. Vengono utilizzati fendenti e colpi di punta, oltre a tecniche di disarmo e di immobilizzazione, nonché leve articolari.
Anche se la tecnica odierna più diffusa è fondamentalmente di derivazione giapponese, esistono arti marziali che utilizzano il bastone in praticamente tutti i continenti: in Italia vi è ad esempio la scuola del bastone siciliano, o paranza, oggi integrata nel liu-bo.
I movimenti prodotti dall'utilizzo del bō compongono spesso cerchi, semicerchi e sfere, difendendo l'utilizzatore dagli avversari da ogni lato, tenendoli lontani e permettendo di attaccarli senza che possano avvicinarsi.

## Nei media
- Il bō è l'arma personale di Donatello, un membro delle Tartarughe Ninja.
- Goku, il protagonista dell'anime Dragon Ball, utilizza come arma un bō allungabile.
- Nel film Matrix Reloaded, il protagonista Neo usa un palo di metallo come fosse un bō.
- Nel telefilm Chuck, Chuck Bartowski e Sarah Walker in alcuni episodi della terza stagione si allenano con dei bō.
- Nel telefilm Xena - Principessa guerriera, Olimpia usa frequentemente un bō nei combattimenti dalla prima fino alla quarta stagione.
- Nel film Il regno proibito con Jackie Chan e Jet Li i personaggi lottano per il possesso di un bō.
- Il personaggio letterario cinese Sun Wukong possiede un bastone capace di allungarsi a piacimento; questo personaggio ha ispirato sia la serie Dragon Ball sia il film Il regno proibito.
- Il personaggio della  DC Comics Deathstroke, talvolta è visto utilizzare un bastone bō in alternativa alle sue katana.